# José Guadalupe Padilla Lozano
José Guadalupe Padilla Lozano (ur. 12 grudnia 1920 w San Miguel el Alto w Meksyku, zm. 8 września 2013) – meksykański biskup.

## Życiorys
Urodził się 12 grudnia 1920 roku. Święcenia kapłańskie otrzymał 20 kwietnia 1946 roku w archidiecezji Guadalajara. 15 stycznia 1963 roku został mianowany biskupem diecezji Veracruz, a 19 marca 1963 roku został wyświęcony na biskupa. 18 lutego 2000 roku przeszedł na emeryturę.